# Тайваньская опера

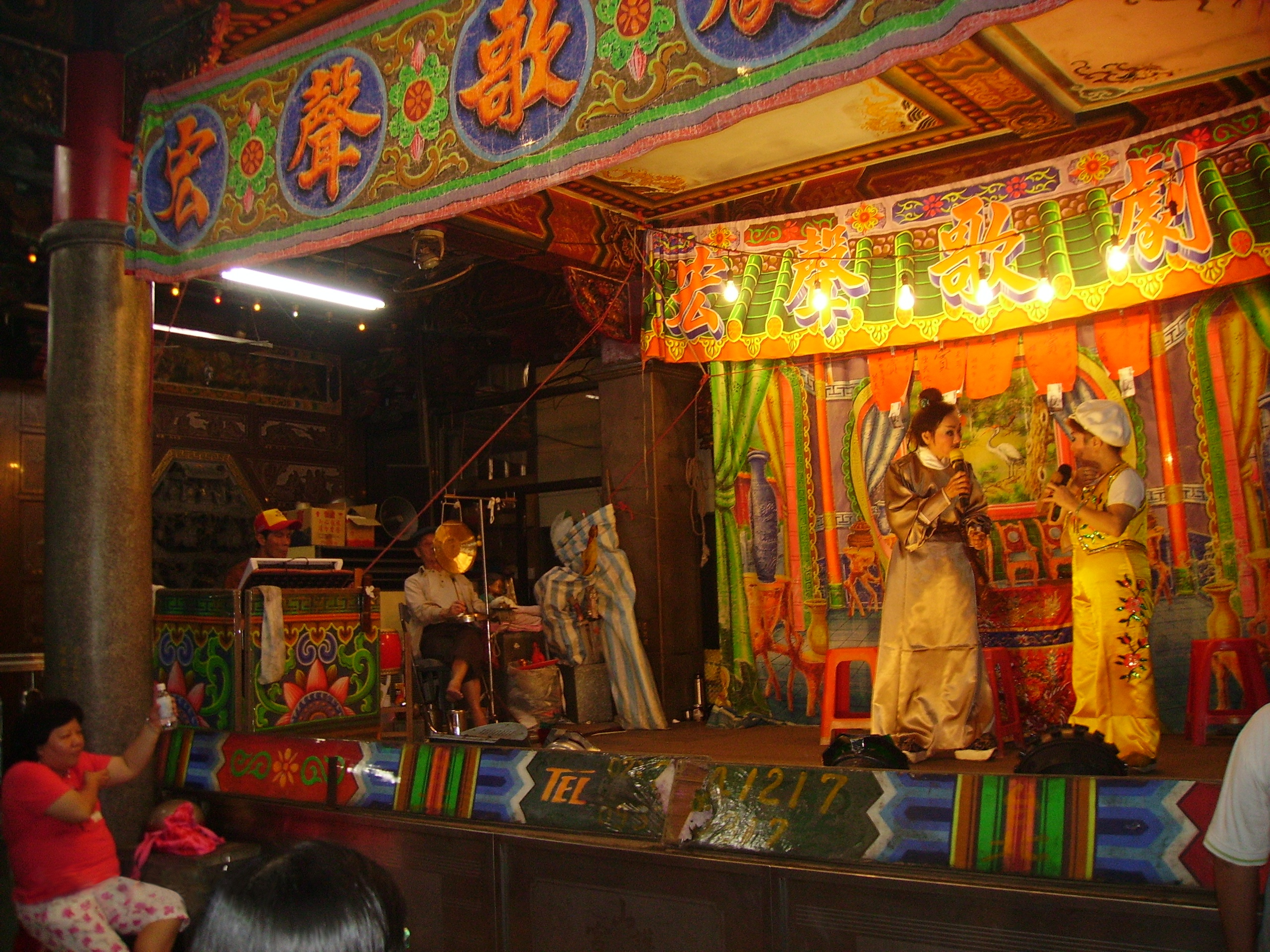
Тайваньская опера

Тайваньская опера (кит. трад. 歌仔戲, упр. 歌仔戏, пиньинь gēzǎixì, буквально: «Песенная драма», хокло koa-á-hì) — форма традиционной китайской драмы, имеет тайваньское происхождение, зародилась в уезде Илань в конце XIX в.

## История
В середине XIX века переселенцы из Китая объединили свои песни и танцы с народными песнями и танцами Тайваня. Ранние формы этого жанра были очень простыми, короткими и выполнялись на религиозных и традиционных праздниках. Во время массовых народных гуляний актёры-любители клали на землю четыре шеста и разыгрывали на условной сцене несложные сюжеты, руководствуясь только общими установками, личным опытом и талантом к импровизации. Позже их выступления перекочевали с «земли» на временные открытые подмостки. Декорации тогда были небольших размеров, простые и условные. Задник сцены создавала простая цветная ткань, а обычный стол изображал высокую гору. Жанр гэцзай-си никогда не создавал языковых и культурных барьеров для жителей острова. Арии звучали на местном разговорном диалекте и пелись естественно, а не фальцетом, как в пекинской опере. В годы японской оккупации Тайваня (1895—1945 годы) из 11 стилей пения, используемых исполнителями в тайваньской опере, наиболее популярным был так называемый «слезливой тон», поскольку тогда преобладали грустные сцены, выражающие чувства печали, гнева и недовольства колониальным режимом.
Наивысшего расцвета Тайваньская опера достигла в 1920—1930-е годы.
После начала в 1937 году агрессии Японии против Китая японцы пытались вытеснить остатки китайской культуры на острове и ускорить процесс его «японизации». Спектакли гэцзай-си были запрещены, однако актеры выступали тайно, иногда в обычной одежде, а при появлении полиции быстро скрывались, в то время как другие актеры продолжали разыгрывать сцены другого содержания.
После 1945 году Тайваньская опера пережила новую эпоху расцвета. К середине 1950-х годов на Тайване было около 500 трупп, в составе которых было от 30 до 60 человек. Они гастролировали по многим странам Азии. В 1956 году появилась первая экранизация спектакля гэцзай-си, что имела огромный успех. Однако с развитием новых форм развлечений популярность этого вида искусства постепенно стала убывать. К 1964 году на острове осталось менее 100 трупп. С середины 1970-х годов Тайваньская опера представлена в театральных постановках, телеспектаклях, радиопостановках и кинофильмах.

## Сущность
Гэцзай-си сочетает пение, танцы, акробатику и боевые искусства; костюмы и грим актеров в основном те же, что в пекинской опере, но менее сложные. В спектакле используют 8 музыкальных инструментов, на которых играют до пяти музыкантов. В спектаклях известной (с 1929 года) школы гэцзай-си «Минхуа-юань» (明 華園 歌仔戲 團) участвуют более 10 музыкантов.
На данный момент гэцзай-си является своего рода синтезом различных оперных стилей. Современные труппы усилили зрелищность спектаклей за счет красивых декораций, репертуар колеблется от «сердобольных» трагедий к комедиям, основанным на китайских литературных сюжетах и народных рассказах, легендах из региона распространения хокло (миньнаньского). К началу XXI в. местные корни гэцзай-си послужили стимулом для её очередного возрождения в русле политики «тайванизации». Изучение этого жанра включено в программу средних школ и вузов. Сотни местных театральных трупп продолжают развивать и совершенствовать уникальные формы и традиции тайваньской оперы.